# Viadotto del Paglia
Il viadotto del Paglia è un lungo viadotto della linea ferroviaria Direttissima Firenze-Roma composto da 205 campate di 25 m ciascuna e da 5 campate ad arco da 50 m poggiate su 106 piloni in calcestruzzo armato. 

## Storia
I lavori di realizzazione del viadotto sul fiume Paglia iniziarono il 25 giugno 1970 con l'avvio della costruzione del primo pilone e aprirono la storia della Direttissima. Con i suoi 5 375 metri di lunghezza sarebbe stato il più lungo viadotto ferroviario d'Europa. Il tratto di linea ferrata con il lungo viadotto era compreso nel terzo lotto, di 24,357 km, compreso tra l'interconnessione, con la Linea Lenta, di Orvieto Nord e Città della Pieve la cui costruzione venne affidata ad un Consorzio costituito dall'Impresa Condotte d'Acqua e dall'Impresa Mantelli.
In poco più di tre anni di lavori il viadotto venne ultimato. Il 23 novembre 1973 infatti, sul viadotto del Paglia, avvenne la messa in opera dell'ultima grande campata a cui assisterono i partecipanti alla conferenza tenuta a Firenze dall'UIC per la presentazione del Piano Direttore ferroviario europeo, di cui la Direttissima era parte integrante.
Il 2 ottobre 1975 il primo treno attraversò il viadotto del Paglia.

## Caratteristiche
Il percorso fu insediato nella piana del fiume Paglia seguendo successivamente la valle del suo affluente, il Rio Rivarcale. 
Le sue caratteristiche furono fortemente innovative rispetto alle costruzioni precedenti sia per l'imponenza che per la tecnica costruttiva:
- la sezione utile all'interno dei parapetti metallici venne infatti realizzata della larghezza di tutti gli altri tratti di sede allo scoperto di 11 m e con banchine di servizio larghe 1,25 m ciascuna;
- vennero costruite 205 campate lineari della lunghezza di 25 m e 5 grandi campate ad arco da 50 m;
- le fondazioni dei giganteschi piloni portanti vennero realizzate con plinti in cemento armato costruiti su pali trivellati armati per l'intera lunghezza che, confitti sul terreno per solidificarlo, erano in grado di sopportare carichi unitari anche di 600 tonnellate.

La necessità di esecuzione di lavori di consolidamento ha comportato l'abbassamento della velocità massima a 180 km/ora in corrispondenza del viadotto.